# ديريك أرمسترونغ (سياسي)
ديريك أرمسترونغ (بالإنجليزية: Derek Armstrong)‏ هو سياسي أمريكي، ولد في 17 أغسطس 1980 في لاس فيغاس في الولايات المتحدة. حزبياً، نشط في الحزب الجمهوري.

## وصلات خارجية
- الموقع الرسمي